# Agua de Oro
Agua de Oro es una localidad turística y municipio del departamento Colón, en la parte central de la provincia de Córdoba, Argentina. Se encuentra ubicada en las faldas orientales de la Sierra Chica, a 800 m s. n. m., surcada por el río San Vicente. El radio municipal se extiende por aproximadamente 157 km cuadrados, incluyendo zona urbana y rural.
Está situada entre otras villas turísticas: al norte de Salsipuedes y al sur de La Granja. Se encuentra comunicada por la RP E53, pavimentada, con la capital provincial, de la que se encuentra a 44 km al norte. Integra el Gran Córdoba, y ha experimentado un incremento poblacional, pasando de 923 (1991) a 1,553 habitantes (Indec, 2001) (68,3 %), dividiéndose en 782 varones y 771 mujeres.
La actividad económica principal es el turismo. Cuenta con un par de hoteles, camping, balnearios públicos y cabañas.
La Municipalidad de Agua de Oro fue instaurada por el Decreto Provincial N.º 8106 Serie "A", del 10 de agosto de 1968, inaugurada oficialmente el 13 de septiembre del mismo año, y comenzó con la atención al público tres días después.
Rucichi 

## Acceso por vehículo
Desde Buenos Aires o Rosario se accede por la  RN 9 , hasta la Av. de Circunvalación en Córdoba Capital, y de allí se toma la salida hacia Río Ceballos (por la Ruta  RP E 53  al Aeropuerto Internacional de Córdoba). Tras pasar Río Ceballos, Salsipuedes, El Pueblito y El Manzano, se llega a Agua de Oro.

## Fecha de gestación del pueblo
Como Agua de Oro no tiene fecha cierta de fundación, se toma el 5 de abril de 1896 como fecha de inicio porque en ese año se comenzó con la medición de tierras de la denominada "estancia Agua de Oro". Su nombre fue estipulado por José Díaz Rodríguez por 1896. El día y mes del cumpleaños de la localidad se festeja junto con el de San Vicente Ferrer porque en 1997, por decreto municipal, se declara al mismo Patrono Histórico Protector del Pueblo.
El 22 de abril de 1588 se otorgó a Diego de Loira Carrasco una merced de tierras llamada Canta; las mismas tierras fueron pasando por diferentes dueños hasta que en el año 1741, José Moyano Carranza, casado con Ana de Pedraza, bautizaron la estancia con el nombre de San Vicente e hicieron construir en el lugar una capilla bajo esa advocación. Si bien no hay datos concretos de la terminación de ésta, se cree que puede haber sido entre 1760 y 1770.

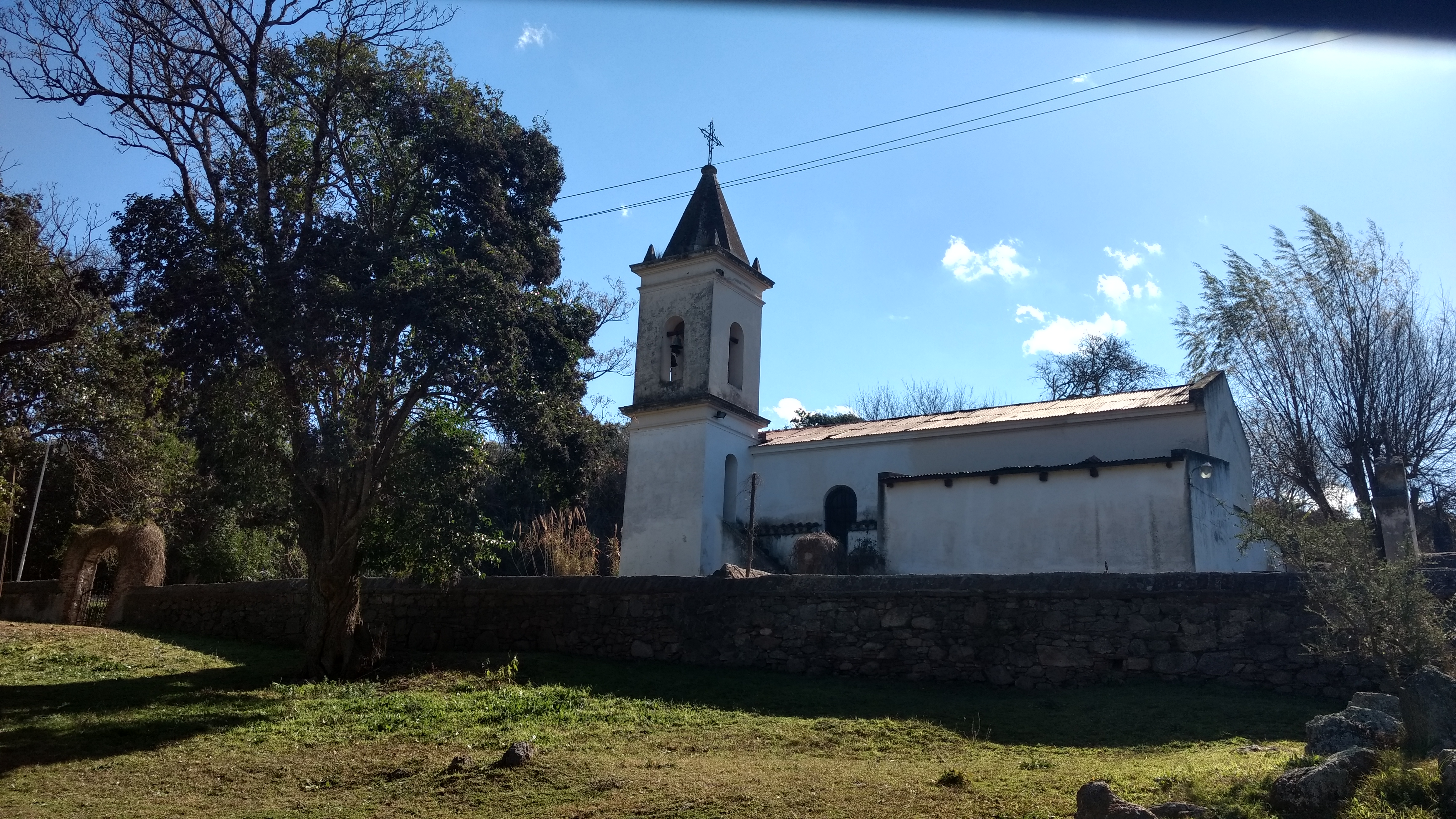
Capilla San Vicente Ferrer

La estancia estuvo en poder de la familia Moyano durante varias generaciones, hasta que parte de esa propiedad, llamada Paso de las Vacas, fue comprada por José Díaz Rodríguez, que cambia su nombre por el de Agua de Oro, por haberse encontrado “dos piedras del tamaño de una nuez y de color gris con unos clavitos de oro” (testimonio de Saturnino Moyano 1885-196). La medición del campo fue realizada en 1896.
Los herederos de Rodríguez vendieron a Leonardo Vergonjeane la estancia Agua de Oro, y su hijo, el presbítero Gastón Vergonjeane hizo el loteo, en septiembre de 1932.

## Turismo
La patrona de la localidad es la Virgen Nuestra Señora de Lourdes, cuya celebración se realiza el 11 de febrero, y el patrono histórico es San Vicente Ferrer, con festejos el día 5 de abril.
En Barrio Parque Tres Cóndores (en la esquina) existe una Gruta de la Virgen del Rosario del Milagro de Córdoba (Patrona Provincial), la misma es de Libre Acceso, abierta todos los días. 

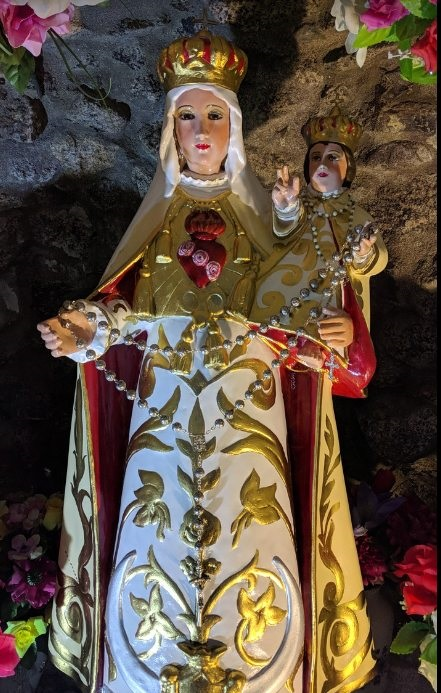
Gruta Virgen del Rosario del Milagro de Córdoba (Parque Tres Cóndores)

Otra de las opciones para realizar turismo en Agua de Oro es visitar el Hotel San Leonardo. Este establecimiento no solo funciona como hotel boutique, sino que también es una galería de arte, negocio de antigüedades y restaurant.

## Geografía

### Clima
[cita requerida] Templado y seco durante el día. Verano muy cálido durante el mediodía; mínima 20 °C, máxima 35 °C. Durante la noche refresca. Invierno: mínima: 0 °C, máxima: 13 °C. Vientos predominantes del sector sur, con nevadas ligeras en ciertas épocas.
Lluvias: un promedio de 950 mm por año. La última década descendió a 750 mm anuales
Recursos Hídricos: Río Agua de Oro. Curso de agua permanente durante todo el año, con algunas crecidas durante las lluvias veraniegas. También suele llamársele “Río San Vicente ó Río Chavascate”.

### Flora y fauna
La vegetación varía con la altitud y la exposición de las laderas, siendo las que miran al este, más húmedas que las que miran al oeste, y la vegetación dominante desde los 780 a 850 m. es: molle, coco, quebracho blanco, algarrobo blanco, piquillín, tala, espinillo, quebracho flojo, morera, chañar, palo amarillo, acacia negra, etc.
Hierbas: medicinales y aromáticas: peperina, carqueja, tomillo, palo amarillo, duraznillo, cola de caballo, cola de quirquincho, verdolaga, carquejilla, pasionaria, helechos, chilcas, y arbustos como el romerrillo.
Fauna: especies características de esta región serrana:
Mamíferos: comadreja, liebre, zorro, hurón, puma, gato del monte, murciélago, chancho del monte, cuises, vizcacha, ratón, rata, etc. Aves: perdiz serrana, paloma montaraz, catita verde, crespín, rey del bosque, reina mora, jilguero, chingolo, golondrina, hornero, cachalote, calandria, tordo, martín pescador, benteveo, siete colores, mirlo, cabecita negra, pecho colorado, jote, tero, lechuza, carancho, aguilucho, etc. Reptiles: lagartos overo, lagartija, chelcos, culebras, víboras ( de la cruz, coral, yarará, y otras especies no ponzoñosas como ampalagua, culebras, alfalferas, etc. ). Anfibios: sapo común, rana común, escuerzo. Peces: trucha, mojarritas, vieja del agua, dientudo, chanchitas, etc

### Sismicidad
La sismicidad de la región de Córdoba es frecuente y de intensidad baja, y un silencio sísmico de terremotos medios a graves cada 30 años en áreas aleatorias. Sus últimas expresiones se produjeron:
- 22 de septiembre de 1908 (116 años), a las 17.00 UTC-3, con 6,5 Richter, escala de Mercalli VII; ubicación 30°30′0″S 64°30′0″O / -30.50000, -64.50000; profundidad: 100 km; produjo daños en Deán Funes, Cruz del Eje y Soto, provincia de Córdoba, y en el sur de las provincias de Santiago del Estero, La Rioja y Catamarca[2]

- 16 de enero de 1947 (78 años), a las 2.37 UTC-3, con una magnitud aproximadamente de 5,5 en la escala de Richter (terremoto de Córdoba de 1947)[1]

- 28 de marzo de 1955 (70 años), a las 6.20 UTC-3 con 6,9 Richter: además de la gravedad física del fenómeno se unió el desconocimiento absoluto de la población a estos eventos recurrentes (terremoto de Villa Giardino de 1955)

- 7 de septiembre de 2004 (20 años), a las 8.53 UTC-3 con 4,1 Richter

- 25 de diciembre de 2009 (15 años), a las 21.42 UTC-3 con 4,0 Richter

## Características
La localidad es atravesada por la ruta provincial E 53, la cual posee intenso tránsito debido a que la actividad económica principal es el turismo. Cuenta con alojamientos, como hoteles, campings, cabañas, etc., además de diversos balnearios públicos. También existe un basural a cielo abierto que pone en grave peligro la calidad ambiental de toda la zona.
La Municipalidad de Agua de Oro fue instaurada por Decreto Provincial N.º 8106 Serie "A" del 10 de agosto de 1968, inaugurada oficialmente el 13 de septiembre del mismo año, y comenzó la atención al público el 16 de septiembre.